# Universal Scene Description
Universal Scene Description (USD、ユニバーサル・シーン・デスクリプション、万能シーン記述) は、ピクサーの開発した3Dシーングラフ形式及びその形式を扱うプログラム群である。

## USD形式
USD形式はモダンなシーングラフ形式であり、アセットの異形 (バリアント) やアセットの外部参照、アセットのオーバーライドなどに対応している。USD形式にはテキスト形式 (usda) 、バイナリ形式 (usdc)、アーカイブ形式 (usdz)が存在する。
USDファイルの中に含めることのできる情報はスキーマによって定義されており、拡張可能となっている。

### 主なスキーマ
- ジオメトリ (UsdGeom)
- ライト (UsdLux)
- シェーディング / マテリアル (UsdShade)
- スケルトン / ブレンドシェイプ (UsdSkel) - 簡易的であり群集シミュレーション及びゲーム向けとなっている[2][3]
- UI (UsdUI)

## USDライブラリ
USDライブラリ群はUSD形式を取り扱うためのライブラリであるが、シーングラフのリアルタイム及びオフラインレンダリングに対応するHydraも含まれている。USDライブラリでHydraを使用するアプリケーションは、Hydraレンダーデリゲートに対応する多数のレンダーバックエンドを使用することができる。

### レンダーバックエンド
以下はHydraレンダーデリゲートに対応するレンダーバックエンドである。
- 公式
  - HdStream (Stream) - USDに含まれているOpenGLバックエンド[4]。Hydraから分離された[4]。
  - HdEmbree - USDに含まれているレイトレーシングレンダープラグインであり、IntelのEmbreeライブラリを元にしている。
  - HdPrman (RenderMan Hydra Delegate) - RenderManを使用するためのバックエンド。USD 19.07以降に含まれている[5][6]。
- ハードウェア会社製
  - Radeon ProRender for USD - オープンソースの物理ベースレンダラーであるRadeon ProRenderを使用するためのプラグイン[7]。
  - HdOSPRay - オープンソースのCPUレンダラーであるOSPRayを使用するためのプラグイン[8]。
  - RTX Renderer - NVIDIA Omniverseに含まれているレンダラー[9]。
- USD採用アプリケーション搭載
  - Karma - Houdini 18以降のSolarisに含まれているCPUレンダラー[10]。Mantraの代替[10]。
  - Houdini GL - Houdini 18以降のSolarisに含まれているOpenGLバックエンド。
- サードパーティー
  - HydraNSI (hdNSI) - NSIインターフェースに対応するレンダラーを使用するためのプラグイン。オープンソース。NSIインターフェース対応のものには、物理ベースレンダラーの3DelightNSIが存在し、HoudiniのSolarisに向けた3Delight for Solarisも用意されている (3Delight for Houdiniに付属[11])。3DelightNSIは無料版も存在する。
  - Arnold USD[12][注 1] - Arnoldレンダラーを使用するためのコンポーネント集。オープンソース。
  - OctaneRender Hydra / Octane X Hydra - HoudiniのSolaris向けのベータ版が公開されている[13]。
  - Redshift Solaris Hydra plugin - HoudiniのSolaris向けのプレビュー版が公開されている[14]。
  - hdRstr - リアルタイムの直接照明および単反射回数の間接照明レンダラー[15]。NVIDIA RTXDIに基づいており、ReSTIRアルゴリズムを使用している[15]。
- オープンソース
  - Cycles Hydra Render Delegate - Blender内蔵レンダラーのCyclesを使用するためのプラグインであり、Blender 3.2以降のコードベースに統合されている[16]。hdCycles（Tangent Animation製[17]）の後継。オープンソース。
  - MoonRay（英語版） - DreamWorksの元内製レンダラーであり、2023年にオープンソース化された[18]。
  - HdAurora - Autodesk主導のオープンソースリアルタイムパストレーシングレンダラー「Aurora」を使うためのプラグイン[19]。

## 歴史
USDはPixar独自のジオメトリキャッシュシステムである「TidScene」と、独自の3Dアニメーションツールである「Presto」(旧Marionette (Menv)) のコア部分を統合するために開発された。また、USDのレンダーエンジンであるHydraはPrestoに搭載されていた旧来のレンダーエンジンの後継として開発され、GPUベースでRenderManのプリミティブに対応した。
2016年、PixarはUSDをオープンソースとしてリリースした。

## 用途

### 上位レベル3D APIとしての使用
USDライブラリはレンダリング機能を持つシーングラフAPIであるため、OpenSceneGraphなどのシーングラフAPIの代わりとして使用することができる。3DライティングソフトのKatanaはビューポートにおいて従来のOpenSceneGraphベースのものに代わりUSDライブラリのHydraベースのものを採用した。

### ファイル交換形式としての使用
USD形式は拡張可能であるため、レンダラー固有のマテリアルパラメータのような従来のファイル交換形式 (FBX形式等) では受け渡せない情報を詰め込むことが可能となる。例えば3DレンダラーのArnoldに対応するものとしてArnold USDが存在する。
また、AL_USDMayaでは複雑なリグなどの情報をUSDに詰め込むことも行われている。

### シーンキャッシュとしての使用
USD形式はシーンキャッシュ形式であるAlembic形式の代わりとして注目されている。USD形式へと対応した3DCGソフトウェアClarisseの開発元Isotropixのテストによれば、USD形式の読み込みはAlembic形式の読み込みに比べて50倍高速になるケースもあるとされる。

### レンダリング中間形式としての使用
USD形式はレンダリング中間形式であるRIB形式 (RenderMan Interface Bytestream)の代わりとしても注目されている。今後3DレンダラーのRenderManは中間インターフェースにおいてRIB形式の代わりにUSDベースの新インターフェースであるRILEYを用いる予定となっている。

### オーサリング形式としての使用
USDをZIP圧縮したものとしてUSDZ形式が存在し、この形式がARなどに使われている。
USDZ形式へのパッキング/変換ツールには以下がある：
- USDに付属するusdzip[30]
- usdz Tools (Apple)[31]  - コマンド名はusdzconvert。Xcodeに付属するusdz_converter (非推奨) の後継[32]。
- Reality Converter (Apple)[33]
- Adobe Aero - ARアプリ。usdz形式での出力にも対応している[34]。
- StemCell (TurboSquid) - 様々なDCC形式に対応するオンラインファイルコンバータであり、usdz形式での出力にも対応している[35]。
- Quixel Bridge[33] (Epic Games)
- USDZ Converter (ViewAR) - オンラインコンバーター[33]
- Vectary - オンラインの3Dデザインツール[33]

USDZ形式の表示には以下が対応している：
- ARKit 2以降 (Apple) - iOS向けの拡張現実(AR) SDKであり、AR Quick Look機能がusdz形式に対応している。

## 対応ソフトウェア・プラグイン
以下はUSDに対応するソフトウェア及びプラグインである。

### USD及びHydraビューポート搭載ソフトウェア
- USDView - USDに含まれている単体USD形式ビューワ。
- Katana 3.0以降 (Foundry) - ライティングソフトウェア。3.0以降でUSDを使用するようになり、Hydraベースのビューポートが追加された[36]。また、オープンソースのKatana USD Plug-insも搭載しているが標準で無効となっている[注 2][37][38]。
- Houdini 18以降 (SideFX) - USDベースのライティング/ルックデブツールであるSolarisが搭載されている[10][注 3][39]。
- Maya 2022以降[40] (Autodesk) - 2020.2以降、MtoA (Arnold for Maya) プラグイン経由でのUSDエクスポートに対応しており[41][42]、2022以降、Maya USD拡張[注 4][27][43][44]の搭載によるUSD形式のインポート/エクスポートやHydraビューポートに対応している[40]。
- Nuke 13.0以降 (Foundry) - デジタル合成ソフトウェア。12.2以降ReadGeoノードでインポートに対応[45]し、13.0以降Hydraビューポートに対応した[46]。
- USD Shell Extension (Activision) - Windows ExplorerでUSDファイルをプレビュー表示できるようにするためのシェル拡張[47]。
- Blender 4.0以降 - 2.82でUSDエクスポートに[48]、3.0でUSDインポートに、4.0でHydraビューポートに対応[49][注 5]。

### USD形式のインポート及びエクスポートのみ可能なソフトウェア
- 3ds Max 2021.1以降 - MAXtoA (Arnold for 3dsMax) プラグイン経由でUSDエクスポートに対応している[50]。また、インポートとエクスポートに対応するUSD for 3ds Maxプラグインも用意されている[51]。
- Cinema 4D R23以降 - インポートとエクスポートの両方に対応[52]。またUSDZ形式のエクスポートにも対応[52]。
- Modo 14.1以降 - 14.1でインポートに[53]、14.2でエクスポートに対応[54]。
- Unity 2019.1以降[注 6] - パッケージマネージャーからインストール可能[55]。インポートだけでなくエクスポートにも対応している[55]。
- Unreal Engine 4.16以降[56] (Epic Games) - USDインポータ/エクスポータが内蔵されている[57]。4.24以降はライブ編集に対応するUSD Stageも搭載された[58]。
- Gaffer - オープンソースのライティングソフトウェア。シーンリーダー及びシーンライターがUSDに対応している[59][60]。
- Clarisse 4.0以降 (Isotropix) - ライティングソフトウェア。4.0でUSDインポートに[28]、5.0でUSDエクスポートに標準対応した[61]。開発終了[62]。
- KeyShot 10.0以降 - 10.0でエクスポートに[63]、10.1でインポートに対応[64]。
- CityEngine 2020.0以降 - 2020.0でエクスポートに、2020.1でインポートに対応[65]。
- ZBrush 2021.6以降 - インポートとエクスポートの両方に対応[66]

### USD形式のインポートのみ可能なソフトウェア
- Mari 4.6v4以降 - Mari USD CAPI pluginは元々Pixarの開発したプラグインであったが、その後Foundryが開発を管理するようになった[67]。インポートに対応している[67]。エクスポートは開発中[67]。

## 採用例
以下の映画の製作に使われている：
- ピーターラビット (2018年)[27]

また以下のゲームの製作にも使われている：
- グランツーリスモ7[68]